# بشقازاق
بشقازاق هي بلدة في مقاطعة كتاب في ولاية قشقداريا في أوزبكستان.